# غابرييل بيتي
غابرييل بيتي هي جاسوسة بلجيكية، ولدت في 20 فبراير 1893 في تورناي في بلجيكا، وتوفيت في 1 أبريل 1916 في بروكسل في بلجيكا بسبب إعدام رميا بالرصاص.